# Caponina huila
Espèce
Caponina huila est une espèce d'araignées aranéomorphes de la famille des Caponiidae.

## Distribution
Cette espèce est endémique du département de Huila en Colombie,. Elle se rencontre vers Garzón.

## Description
Caponina huila compte six yeux. Le mâle holotype mesure 3,65 mm.

## Étymologie
Son nom d'espèce lui a été donné en référence au lieu de sa découverte, le département de Huila .

## Publication originale
- Sánchez-Ruiz, Martínez & Bonaldo, 2022 : « An update on the spider genus Caponina Simon (Araneae: Caponiidae) with descriptions of three new six-eyed species from Colombia. » European Journal of Taxonomy, vol. 813, p. 87-102 (texte intégral).